# Dubai World Central Staff Village
Dubai World Central de Personal Aldea es un nuevo desarrollo en construcción en Dubai World Central, Dubái. 
Al finalizar proporcionará centro residencial para el personal de la DWC, de una plaza central, el centro de la comunidad.